# Пафнутий Затворник
Пафнутий Затворник (XIII, за другими данными XII век) — инок Киево-Печерского монастыря, затворник. Православный святой, почитается в лике преподобных, память совершается 15 (28) февраля, 28 августа (10 сентября).

## Житие
О преподобном Пафнутии очень мало известно. Сообщается, что он непрестанно плакал и вздыхал всю свою жизнь о времени разлучения души с телом, как окружат человека Ангелы и духи злобы, покажут все его дела — добрые и злые, напомнят ему о всех его мыслях и желаниях, о том, что он забыл и чего не считал за грех.
Прп. Пафнутий затворник позволил себя замуровать в келье, он добровольно отрекся полностью от мира и его наслаждений. По обычаю Печерской Лавры, затворникам ежедневно оставляли в окошке стакан воды и краюшку хлеба. Это была дневная норма. Если хлеб и вода оставалась нетронутыми, значит монах, который там живет, уже умер.

Его имя вспоминается в 8-й песни канона: 
«Плачущих поминая блаженство, Пафнутие, всегда плакал еси, ныне же радостная наследив места, молися тамо и нам в кров безплачевный вселитися».
Мощи преподобного Пафнутия покоятся в Феодосиевых (Дальних) пещерах лавры рядом с мощами Моисея Чудотворца, Илариона Схимника и недалеко от подземной церкви Благовещения Пресвятой Богородицы.